# Oksana Koljada
Oksana Vasylivna Koljada (ukrajinsky Оксана Василівна Коляда; * 4. září 1980, Voločysk, Ukrajinská SSR, Sovětský svaz) je ukrajinská politička a vojačka. Je plukovnicí v ukrajinských vojenských zálohách. V letech 2019–2020 působila ve vládě Oleksije Hončaruka jako ministryně dočasně okupovaných území, vnitřně vysídlených osob a veteránů.